# Rudolf Poisel
Rudolf Poisel (* 29. dubna 1946) je bývalý československý fotbalista, útočník.

## Fotbalová kariéra
V československé lize hrál za Baník Ostrava. Nastoupil v 5 ligových utkáních. Gól nedal.

## Ligová bilance
| Ročník                                   | Zápasy | Góly | Klub          |
| ---------------------------------------- | ------ | ---- | ------------- |
| 1. československá fotbalová liga 1965/66 | 2      | 0    | Baník Ostrava |
| 1. československá fotbalová liga 1967/68 | 3      | 0    | Baník Ostrava |
| CELKEM 1. liga                           | 5      | 0    |               |